# Niagara-Halbinsel

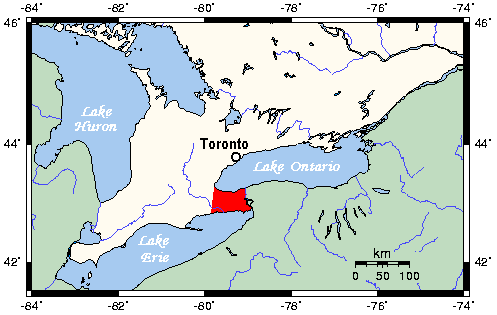
Karte von Südontario mit der Niagara-Halbinsel in rot

Die Niagara-Halbinsel (engl. Niagara Peninsula) ist eine Region im Süden der kanadischen Provinz Ontario. Sie wird begrenzt durch den Ontariosee im Norden, den Niagara River im Osten, den Eriesee im Süden und die Stadt Hamilton im Westen. Der größte Teil der Halbinsel gehört zur Regional Municipality of Niagara. Städte in der Region sind unter anderem St. Catharines, Niagara Falls, Welland oder Niagara-on-the-Lake.
Geographisch geprägt wird das Gebiet einerseits von den Niagarafällen, andererseits vom Hügelzug der Niagara-Schichtstufe (Niagara Escarpment), der 1990 von der UNESCO zum Biosphärenreservat erklärt wurde. Die Niagara-Halbinsel bildet zudem das südöstliche Ende des Golden Horseshoe, des dicht besiedelten Küstenstreifens entlang des Ontariosees.